# Häxan och lejonet
Häxan och lejonet (originaltitel: The Lion, the Witch and the Wardrobe), är den andra boken i C.S. Lewis serie om landet Narnia. Lewis fullbordade boken 1948, och den publicerades i England 1950. Det var den första boken som skrevs i Narnia-heptalogin, men Lewis kompletterade serien fem år senare med att ge ut Min morbror trollkarlen som utspelar sig före Häxan och lejonet.

## Handling
Boken handlar om vad som hände de fyra syskonen Peter, Susan, Edmund och Lucy Pevensie när de hade evakuerats till ett gammalt hus på landet undan flyganfallen i London. Genom ett stort klädskåp kom de allihop till Narnia, ett märkligt land i en annan värld och en annan tid, där djuren kan tala och där det finns väsen som dvärgar, fauner, jättar och kentaurer. Där härskar den grymma envåldshärskarinnan Vita Häxan. Hon har lagt en förbannelse över landet så att det alltid är vinter men aldrig jul. En sägen från gamla tider ger invånarna hopp: en gång säger sägnen skall fyra av Adams och Evas söner och döttrar komma till Narnia, och då kommer lejonet Aslan, Narnias skapare, komma tillbaka och befria landet ur Vita Häxans terrorvälde.
Berättelsen är en tydlig allegori som i sagans form framför ett kristet budskap. Centrala gestalter i detta är Aslan, som efterliknar Jesus/Gud, häxan som personifierar Guds motståndare döden/ondskan/djävulen samt den yngre brodern Edmund som väljer det onda och söker sig till häxan. Han symboliserar den i synd fallna mänskligheten. Genom sitt förräderi är han, trots sin senare omvändelse till det goda, fortfarande under dödens våld. Häxan hävdar sin rätt till förrädarens blod.
När Aslan utlämnar sig själv till att dö i Edmunds ställe är det en framställning av Jesu försoningsoffer/död på korset. Liksom Jesus återuppstår Aslan därför ”att om någon, som inte hade begått förräderi, frivilligt lät sig dödas i förrädarens ställe, så skulle Stenbordet rämna och döden arbeta baklänges.”
Andra gestalter i berättelsen är Jultomten som, då han förkunnar att Aslan nalkas, anknyter till Johannes Döparen, som förkunnade Guds rike och identifierade Jesus som Messias. Storebror Peter kan som de andras ledare symbolisera lärjungen Simon Petrus men som härförare i den stora striden också ärkeängeln Mikael vilken utkämpar en stor strid mot djävulen och dess anhang. De två systrarna efterliknar kvinnorna som var med vid Jesu korsfästelse och sedan gick till graven och blev de första att vittna om uppståndelsen. Speciellt lillasyster Lucy påminner med sitt innerliga förhållande till Aslan om Maria från Magdala.
När Aslan försvinner mitt under kröningsfesten anknyter det till berättelsen om Jesu himmelsfärd.

## Filmatiseringar
- 1967 – The Lion, the Witch and the Wardrobe
- 1979 – Landet Narnia
- 1988 – Narnia: Häxan och lejonet
- 2005 – Berättelsen om Narnia: Häxan och lejonet